# MacOS
« Mac OS » redirige ici. Pour le système d'exploitation précédant Mac OS X, voir Mac OS Classic.
« OS X » redirige ici.  Pour les autres significations, voir OS X (homonymie).
macOS (auparavant Mac OS X – prononcé en français : /mak o.ɛs dis/, puis OS X) est un système d'exploitation partiellement propriétaire annoncé par Apple en 1998 et commercialisé depuis 2001, dont la version la plus récente est macOS Sequoia (version 15) lancée le 16 septembre 2024 pour le grand public.
Avec iOS, iPadOS, watchOS, tvOS, visionOS et audioOS, il fait partie des systèmes d'exploitation d'Apple.
macOS est le successeur de Mac OS Classic, la principale série des systèmes d'exploitation d'Apple depuis 1984. Contrairement à ses prédécesseurs, macOS fait partie de la famille des systèmes d'exploitation Unix et est fondé sur les technologies développées par NeXT depuis le milieu des années 1980 jusqu'au rachat de la société par Apple en 1997. La première version du système est Mac OS X Server 1.0, commercialisée en 1999, suivie par une version orientée pour le grand public en mars 2001.
À l'exception de Mac OS X 10.7 (Lion), les versions successives de macOS ont reçu la certification officielle UNIX 03 de l'Open Group pour les Macs à processeur Intel à partir de Mac OS X 10.5 (Leopard) et pour les Macs à processeur Intel et Apple Silicon à partir de macOS 11 (Big Sur).
La version serveur de macOS est architecturalement identique à la version grand public, mais incorpore des logiciels facilitant la mise en place et l'administration de réseau informatique, de serveur de messagerie électronique et de serveur de fichiers Samba, entre autres. À partir de Mac OS X 10.7, la version serveur d'OS X fut une simple extension du système de base, téléchargeable depuis le Mac App Store.
Le 13 juin 2016, lors de la WWDC 2016, Apple annonce que le système ne s'appellera plus OS X mais macOS avec macOS Sierra (version 10.12). La dernière version de macOS est macOS Sequoia.

## Historique

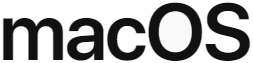
Logo de macOS en 2017

Malgré son nom suggérant qu'il est la « version 10 » de Mac OS Classic, et bien qu'il succède effectivement à Mac OS 9, Mac OS X a un historique presque totalement indépendant des précédentes versions de Mac OS. Mac OS X est fondé sur le noyau Mach et sur l'implémentation BSD d'Unix, qui ont été incorporés à NeXTSTEP, le système d'exploitation orienté objet développé par la société fondée par Steve Jobs après son départ d'Apple en 1985, NeXT. Pendant l'absence de Jobs, Apple a également tenté de constituer un système d'exploitation « nouvelle génération » avec le projet Copland, sans grand succès. De nombreuses rumeurs de l'époque laissaient penser qu'Apple allait racheter le système BeOS pour créer son nouveau système. L'annonce du rachat de NeXT, accompagné de la réintégration de Steve Jobs d'abord comme conseiller puis comme PDG d'Apple, fut une énorme surprise.
Finalement, le système d'exploitation de NeXT, jusque-là dénommé OPENSTEP, fut choisi par Apple pour former la base de son prochain système, d'où son achat de NeXT, espérant convaincre les développeurs d'applications par sa richesse de fonctions de passer à cette nouvelle plate-forme. Jobs fut réengagé, et plus tard retrouva la tête de la société, dirigeant la transformation du système facile d'accès aux développeurs qu'était OPENSTEP vers ce qui allait être accueilli plus tard par les utilisateurs d'Apple, un projet arborant à ce moment le nom de Rhapsody. Rhapsody évolua plus tard en Mac OS X, un nom qui évoquait non seulement le passage de Mac OS 9 à Mac OS X (10 en chiffres romains) mais également le passage au monde UNIX dans lequel la lettre X est très utilisée, notamment dans les bibliothèques graphiques X11.
OS X a évolué au cours de ses différentes versions, mettant l'accent vers un « mode de vie numérique » (le digital hub en anglais), tel que présenté avec la suite iLife et l'ensemble bureautique iWork. Dans les premières versions de Mac OS X, la compatibilité avec les versions précédentes des systèmes d'exploitation Apple a été conservée.
À la WWDC 2016, Apple a choisi de renommer OS X en macOS afin d'harmoniser son appellation avec celles d'iOS, iPadOS, watchOS et tvOS, qui en sont des déclinaisons adaptées à différents types d'appareils.
Durant la WWDC 2020, Apple a choisi de passer macOS à la 11e version et ainsi d'adopter la nomenclature d'iOS.

## Évolution par rapport à Mac OSClassic
Mac OS 9, avec son multitâche coopératif, son absence de protection de la mémoire et héritier de tout l'historique des versions précédentes, était de fait considéré par beaucoup, y compris par Apple, comme étant un système très limité. La « base » a été remplacée par un UNIX, plus précisément un micro-noyau enrichi XNU (Darwin et BSD).
L'interface graphique (désormais appelée Aqua) a été enrichie et revue ; elle garde certains principes clefs comme la barre de menus unique, et en ajoute d'autres comme Exposé, tout en conservant le principe clef d'ergonomie qui a fait le succès des Macintosh. De plus, l'apparition d'un Dock, la réaction de l'interface aux actions de l'utilisateur par des animations, l'utilisation de la transparence, des couleurs plus vives voire de métal brossé marquèrent considérablement le passage depuis Mac OS 9. C'est également avec cette transition que trois nouveaux types d'interfaces pour créer des applications sont apparus : Classic, un environnement recréant celui de Mac OS 9 afin d'y faire fonctionner les applications qui y sont liées ; Carbon, une interface C permettant un portage simple de Mac OS 9 à OS X ; et finalement Cocoa, une interface Objective-C permettant le développement de nouvelles applications entièrement intégrées à l'aspect de Mac OS X (Cocoa peut également être utilisé en Java (obsolète depuis 2005 et Mac OS X 10.4), en Python et Ruby).
Les avantages de disposer d'une base UNIX pour le système sont :
- de disposer d'un système stable et éprouvé depuis des dizaines d'années ;
- de profiter et de faire profiter des modifications de Darwin (la base UNIX) de/à toute la communauté informatique ;
- de pouvoir installer assez facilement des logiciels Linux.

## Popularité
macOS étant un système propriétaire destiné exclusivement aux matériels Apple, sa popularité est intimement liée aux ventes des Mac sur lesquels il est préinstallé et pour lesquels il est spécifiquement développé. Le système d'exploitation comptait 75 millions d'utilisateurs à travers le monde en juin 2009, selon Phil Schiller, un dirigeant du fabricant californien. Le site AppleInsider a annoncé qu'ils étaient 100 millions en octobre 2018.
Sur le marché des systèmes d'exploitation d'ordinateurs personnels, macOS a connu une envolée à partir de 2005, avec une part relative multipliée par quatre en quinze ans. La plupart des statistiques, dont celles des fréquentation des sites web, permettent d'estimer que macOS représente aujourd'hui environ 10 % de ces systèmes d'exploitation (il convient néanmoins de considérer ce chiffre avec précaution, car il ne prend en compte que les internautes).
Malgré son faible nombre d'utilisateurs par rapport à celui de Microsoft Windows, macOS n'en demeure pas moins très médiatisé, en partie grâce à une communication organisée de la part d'Apple. Le principe du teasing et une politique de secret alimentent considérablement les discussions qui se rapportent à macOS ou aux Mac, lesquelles gravitent souvent autour d'une opposition macOS / Windows où « s'affrontent » les partisans de chaque « camp », à l'image de la campagne publicitaire télévisée d'Apple Get a Mac. L'environnement Mac bénéficie également du soutien de communautés d'utilisateurs, indépendantes du constructeur, généralement organisées autour de magazines en ligne et de forums spécialisés dans cette thématique.
Après l'adoption par Apple de processeurs Intel pour ses Mac en 2006, il a été possible d'installer sur ces derniers d'autres systèmes d'exploitation conçus pour des processeurs x86 (par exemple : Windows 7, Windows 8 et Windows 10, ainsi que la plupart des systèmes Linux) en utilisant Boot Camp, ce qui a contribué à populariser le système. Certains amateurs ont réussi à installer macOS sur PC en le modifiant pour qu'il puisse accepter ces derniers : les hackintosh sont les PC faisant tourner ces versions de macOS.

## Interface
L'interface reprend l'essentiel de l'environnement des systèmes d'exploitation de Mac : le glisser-déposer y est profondément intégré, les dossiers à ouverture automatique sont conservés, la barre de menus unique et dans celle-ci le « menu Pomme » également. Aqua intègre certains éléments repris de NeXT, comme le Dock et la navigation dans les dossiers par colonnes.
À la sortie de macOS (alors connu sous le nom de Mac OS X), différents groupes d'utilisateurs ainsi que certaines figures historiques du Mac[Qui ?] ont émis des critiques sur la nouvelle interface, qui selon eux avait de trop importantes différences avec celle des précédentes versions du système d'exploitation.
OS X Yosemite a introduit une mise à jour majeure de l'interface en introduisant des couleurs vives, le flat design et de la transparence.
macOS Big Sur a introduit une nouvelle mise à jour majeure de l'interface en introduisant une nouvelle palette de couleurs, un Dock et une barre des menus épurés, de nouvelles icônes et le neumorphisme.

## Quelques applications fournies avec le système

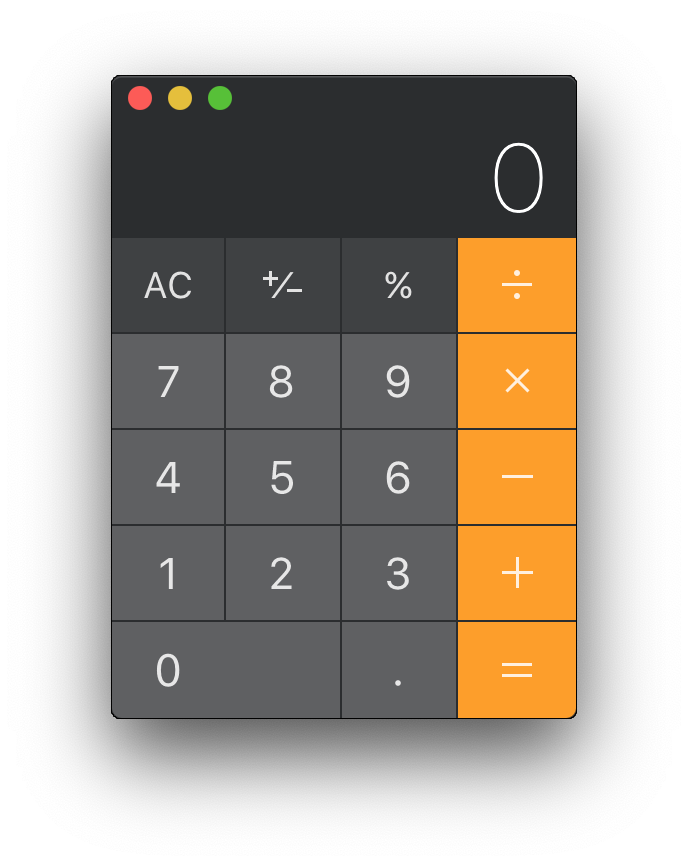
Interface de l'application Calculette dans macOS 11.

- Dashboard, tableau de bord virtuel permettant d'emménager des mini-applications appelées des widgets. On peut créer ces applications à l'aide de trois langages : XHTML pour le balisage général, CSS pour l'agencement des éléments, et ECMAScript (JavaScript) pour l'interactivité. Dashboard peut être comparé à Konfabulator, gDesklets ou SuperKaramba. Il reprend en effet les mêmes fonctionnalités que ces derniers, mais étant fourni avec le système, il est vite devenu plus populaire parmi les utilisateurs de OS X. Il n'est disponible qu'à partir d'OS X 10.4 Tiger, et fut retiré de macOS 10.15 Catalina, pour être remplacer par les widgets, en cliquant sur l'heure, en haut à droite de son écran.

- Calculette, qui permet d'effectuer des calculs simples grâce à une calculatrice virtuelle affichée à l'écran. Le logiciel dispose d'un convertisseur d'unités et de deux modes avancés « scientifique » et « programmeur » pour les usages plus techniques.
- Grapher, une calculatrice graphique qui produit des courbes en 2D ou en 3D à partir d'équations mathématiques.
- GarageBand, un logiciel d'enregistrement et de composition musicale pour amateurs et professionnels. Il est fourni avec des boucles d'échantillons (samples) et des sons d'instruments de musique, synthétisés et paramétrables ou pré-enregistrés, qu'on peut jouer notamment à partir d'un clavier MIDI ou d'un clavier d'ordinateur. Il est disponible au téléchargement depuis le mac App Store.
- Automator, qui permet de combiner un certain nombre d'actions prédéfinies pour effectuer des tâches répétitives. Le paramétrage de ces automatisations s'effectue par une interface graphique, ce qui le rend accessible au plus grand nombre, mais au prix selon certains d'une perte de fonctions[réf. nécessaire]. Les tâches sont effectuées par AppleScript ou Perl, de façon transparente. La plupart des possibilités offertes par Automator peuvent être obtenues par d'autres moyens, notamment des scripts shell, technique peu accessible au grand public.
- Safari, navigateur web fondé sur le moteur de rendu WebKit. Il n'est disponible qu'à partir d'OS X 10.2 Jaguar.
- Mail, client de messagerie.
- QuickTime X (nom donné à partir de Snow Leopard à l'ancien QuickTime Player), lecteur multimédia.
- Aperçu, visionneuse d'images et de documents PDF. L'application présente quelques fonctions de retouche, d'annotation, de pagination et de conversion de format.
- Messages, client de messagerie instantanée permettant d'envoyer des iMessages.
- FaceTime, logiciel de visioconférence.
- Mac App Store, qui permet de télécharger des applications depuis le marché commun d'Apple.
- Photo Booth, logiciel permettant d'utiliser la webcam intégrée comme appareil-photo et d'appliquer des effets sur les clichés obtenus.
- Lecteur DVD, logiciel permettant de lire des DVD, maintenant disponible uniquement si vous connectez un lecteur externe sur un mac vendu sans lecteur. Il est toujours disponible dans /System/Library/CoreServices/Applications
- iMovie, logiciel de montage de films. Il est disponible au téléchargement depuis le mac App Store.
- iTunes, lecteur et gestionnaire de musique, de vidéo-clips et de podcasts. C'est également le logiciel utilisé pour configurer et synchroniser un iPhone, iPod ou iPad avec un compte utilisateur. Depuis macOS 10.15 Catalina, iTunes a été remplacé par les applications Musique, TV et Podcasts.
- Transfert d'images, permet d'importer des images depuis un appareil photo numérique, un scanner ou tout autre matériel d'acquisition.
- Calendrier synchronisé avec iCloud.
- Livre des polices permet de gérer les polices de caractères.
- Front Row, interface media center qui peut être contrôlée par la télécommande infrarouge Apple Remote, permettant d'accéder à la discothèque d'iTunes, à la photothèque d'iPhoto, aux séquences vidéo de l'utilisateur, aux bandes-annonce de cinéma en ligne et au lecteur DVD (absent depuis Mac OS X 10.7).
- Terminal, un émulateur de terminal qui fournit un accès au système d'exploitation en mode texte grâce à une interface en ligne de commande et un shell Unix.
- Xcode (et sa suite), environnement de développement intégré et gratuit, destiné à fournir une intégration et une prise en charge plus complètes avec le système que les autres solutions disponibles. L'installation se fait depuis le Mac App Store. L'arrivée de Xcode, de par son intégration au système et sa gratuité, a signé l'arrêt de mort d'autres environnements de développement comme CodeWarrior. Il est disponible au téléchargement depuis le mac App Store.
- Spaces, qui apporte la fonction de bureaux virtuels à Mac OS X 10.5.
- Time Machine, qui gère des sauvegardes incrémentales et leur restauration.
- Livres, application qui permet d'acheter des livres numériques dans une boutique en ligne et de les lire à l'écran.
- Notes, application de prise de notes synchronisée avec iCloud.
- Contacts.
- Dictionnaire.
- iSync (en) (synchronisation d'appareils).
- Échecs (jeu d'échecs).
- TextEdit (éditeur de texte).
- Capture (capture d'écran ou d'une sélection).

Et deux logiciels professionnels peuvent être ajoutés en option à l'achat du Mac depuis le site internet d'Apple (apple.com) :
- Logic Pro, un logiciel de MAO (musique assistée par ordinateur), il permet de mixer et masteriser des sons, de la musique ainsi qu'élaborer des rythmes et des mélodies. C'est la version Pro de GarageBand.
- Final Cut Pro, logiciel de montage de films plus avancé que iMovie, celui-ci étant plus professionnel.

macOS étant un système UNIX, les fonctions et commandes de base d'UNIX sont présentes et permettent un accès souple à différentes fonctionnalités sans passer par des menus graphiques.

## Principales technologies
- Cocoa, bibliothèques de programmation orientée objet (langages Objective-C, Java et Swift).
- Carbon, bibliothèques de programmation orientée objet (langages C, C++).
- QuickTime, un ensemble de bibliothèques permettant de manipuler en lecture et en écriture des contenus vidéos. Il existe un lecteur multimédia du même nom qui s'appuie sur ces bibliothèques.
- Spotlight (depuis Mac OS X 10.4) est un moteur de recherche de métadonnées intégré nativement au système. Cette technologie permet de retrouver le contenu des fichiers de façon quasiment instantanée, à la manière de Beagle, Kat ou Google Desktop Search. Cette technologie a permis l'apparition de fonctionnalités telles que les « dossiers intelligents » (« dossiers » dont le contenu est constamment actualisé par Spotlight sur la base de critères évolutifs de recherche). L'un des avantages de cette nouvelle technologie est sa modularité (les critères de recherches spécifiques à une application ou un type de fichier peuvent être ajoutés par plug-in). En résumé, Spotlight apporte à l'utilisateur une recherche instantanée sur le contenu des fichiers, sur les fichiers eux-mêmes et la construction sous forme de listes ou de groupes dits « intelligents » de requêtes de recherche pointues. Une technologie concurrente a été intégrée par Microsoft dans Windows Vista à la fin 2006 (début 2007 pour le grand public).
- Metal, API graphique d'Apple.

## Sécurité
Il n'existe que peu de virus informatiques connus à ce jour[Quand ?] sous macOS. Seuls des programmes malveillants tel Opener (également nommé Renepo), qui ne se propage pas par lui-même et doit être installé par l'utilisateur pour fonctionner, ont pu défrayer la chronique. Il ne s'agit donc pas d'un virus, ni d'un cheval de Troie, mais d'un ver, bien qu'Apple le réfute en contredisant la communauté des experts en sécurité ainsi que la définition même de ce type de programme malveillant. Le virus Newton se contentait de déplacer les éléments du bureau en fonction des mouvements de l'ordinateur, et Hacktool Underhand, était en fait une erreur dans la mise à jour d'un anti-virus commercial. En février 2006, on découvre le cheval de Troie Leap-A (ou Oompa-A) qui se propage via la messagerie instantanée iChat. La principale menace concernant ce système d'exploitation est l'installation de codes malveillants Windows par des outils Java, donc inefficaces.
La sécurité du système provient notamment de la faible proportion de machines Apple dans le parc informatique mondial (2 % en 2006), un virus exploitant une faille Mac ayant automatiquement moins de cibles potentielles que s'il est conçu pour s'attaquer à Microsoft Windows. En août 2011, il a été annoncé lors d'une conférence d'experts de la sécurité (Black hat) qu'OS X est moins sécurisé que Windows 7. De plus, durant une période de trois ans (2008-2011), 1 151 failles de sécurité majeures ont été trouvées sous macOS, ce qui est très proche des 1 325 de Microsoft Windows. En novembre 2012, la firme Kaspersky Lab a publié le résultat d'une étude indiquant que des applications fournies avec OS X contenaient deux des dix principales failles de sécurité présentes dans les ordinateurs, les huit autres étant imputées à Adobe, Oracle et Nullsoft.
Les ordinateurs Mac gagnant depuis 2007 des parts de marché sur les PC, les pirates informatiques s'intéressent désormais de plus en plus à Apple. Ainsi en mai 2011, avec le logiciel malveillant MacDefender, puis quelques mois plus tard avec le cheval de Troie FlashBack, la sécurité de macOS est apparue comme étant relative. Ce logiciel malveillant aurait d'ailleurs infecté 650 000 Mac,. Des sites donnent des conseils pour endiguer l'infection,. Apple fournit une mise à jour supprimant ce cheval de Troie, mais uniquement pour les versions 10.6 et 10.7 de macOS, les personnes utilisant de plus anciennes versions restant exposées.
En 2012, Kaspersky Lab a ajouté à sa liste approximativement 130 nouvelles signatures de chevaux de Troie pour macOS. C'est 30 % de plus qu'en 2011, et 600 % de plus qu'en 2010. La raison indiquée par le rapport cité est la popularité de macOS parmi les businessmen et les personnalités politiques. En effet, les données présentes sur leurs ordinateurs peuvent avoir beaucoup de valeur et les chevaux de Troie permettent d'y accéder.
Au fur et à mesure des mises à jour de macOS, Apple s'est toutefois efforcée d'améliorer la sécurité du système. Tout d'abord en mettant en place un fichier, dénommé XProtect.plist et mis à jour automatiquement en tâche de fond. Ce fichier référence les principales signatures de malwares détectés par Apple, et avertit clairement l'utilisateur lorsqu'il tente d'ouvrir un logiciel malveillant. Par la suite, Apple a ajouté une fonction appelée Gatekeeper. Le principe est que par défaut, seules les applications signées puissent être ouvertes par l'utilisateur (ce comportement est aisément modifiable par l'utilisateur dans les Préférences Système). Ainsi, si une application n'est pas signée, un message d'erreur s'affiche et l'application ne s'ouvre pas. L'intérêt est que si un logiciel malveillant est détecté par Apple, cette dernière peut aisément révoquer sa signature numérique et ainsi empêcher l'exécution du logiciel par des utilisateurs inexpérimentés (ces derniers sont souvent la cible principale des logiciels malveillants). Enfin, Apple ajouta ou améliora des fonctions existantes, comme la distribution aléatoire de l'espace d'adressage (ASLR), le sandboxing, ou encore la séparation des processus dans Safari 5.1.

## Système de fichiers local, réseau et protocole pris en charge
macOS permet de gérer les disques durs dans plusieurs systèmes de fichiers différents :
- HFS : la version originale de système de fichiers de Mac OS (parfois utilisé encore dans certains CD-ROM), mais plus supporté depuis macOS 10.15;
- HFS+ : une version modifiée du HFS (introduite avec Mac OS 8.1) qui autorise des fichiers de plus grande taille, permet la gestion de plus gros disques et marque l'adoption des caractères Unicode dans les noms de fichier ;
- HFSX : une nouvelle déclinaison du HFS (introduite avec Mac OS X 10.3), la différence étant la prise en charge de la sensibilité à la casse (différence majuscule/minuscule) dans un nom de fichier ;
- APFS : nouveau système de fichiers 64 bits présenté lors de la WWDC 2016 qui remplace HFS+ à l'automne 2017 avec l'arrivée de macOS 10.13 (High Sierra). Il est conseillé de ne l'utiliser que sur les SSD pour lequel il est optimisé (les disques à plateaux sont fortement ralentis par ce système de fichiers).
- UFS : n'est plus proposé comme option de formatage par l'utilitaire de disque depuis Mac OS X 10.5 (Leopard) ;
- FAT : en lecture/écriture, est proposé comme option de formatage par l'utilitaire de disque (option MS-DOS), avec un type de FAT automatiquement lié à la taille de la partition (FAT12 jusqu'à 4 Mio, FAT16 entre 4 et 512 Mio, FAT32 à partir de 512 Mio) ;
- exFAT : depuis la version 10.6.5 de OS X (Snow Leopard) ;
- NTFS : en lecture uniquement, et en lecture/écriture depuis Snow Leopard (fonction cachée, à débloquer via le terminal ou via l'application NTFS Mounter), et avec le pilote libre NTFS-3G pour les versions antérieures ;

HFS+ et HFSX peuvent être journalisés, ce qui évite les erreurs d'écriture lors d'un éventuel crash système. Cette fonction peut être activée à la volée par l'utilitaire de disque.
L'utilitaire de disque de macOS propose toujours le format sensible à la casse.
Mac OS X 10.7 « Lion » a introduit la possibilité de chiffrer un disque entier avec le système de protection FileVault.

### Partition
Depuis l'arrivée des ordinateurs Apple équipés de processeurs Intel, les schémas de partition de disque dur utilisés par défaut ont changé, notamment afin de s'adapter au programme de démarrage EFI fourni par Intel en remplacement de l'Open Firmware utilisé sur les Mac PowerPC.
- GPT est le nom donné au schéma de partition d'un disque dur destiné à démarrer un Mac Intel. Un tel disque ne permet pas de démarrer un Macintosh à processeur PowerPC.
- APM (en) est le nom donné au schéma de partition classique, lisible sur tous les types de Macintosh[27], il est possible de démarrer sur un disque partitionné ainsi avec un Mac PowerPC ainsi qu'avec un Mac Intel. L'installation de Mac OS X à partir d'un Mac Intel sur un tel disque est impossible.
- MBR pris en charge par les Macintosh en modifiant certains fichiers d'installation.

### Protocoles
- AFP
- FTP (en lecture seulement)
- SFTP
- NFS
- SMB/CIFS
- WebDAV via la commande mount_webdav. C'est également le protocole utilisé pour accéder à un compte .Mac.

### Matrice de disques
macOS offre nativement la possibilité de créer une matrice de disques RAID logicielle, afin d'optimiser les performances du stockage (matrice entrelacée RAID 0), d'améliorer la fiabilité en cas de panne d'un disque (matrice en miroir RAID 1) ou de constituer un gros disque en joignant plusieurs disques plus petits (matrice concaténée JBOD). Cette fonctionnalité est gérée par l'utilitaire de disque.
Des logiciels de tierce partie (tels que SoftRAID) permettent de créer une matrice logicielle RAID 5 (volume agrégé par bandes à parité répartie) qui allie les avantages du RAID 0 et du RAID 1.

## Architecture
Son noyau Open Source XNU est un noyau hybride fondé sur le micro-noyau Mach et une version d'UNIX issue de BSD 4.4 lui assurant la compatibilité POSIX. Au-dessus de cet ensemble, Apple a greffé d'autres technologies stratégiques dont certaines sont héritées du défunt système NeXTSTEP. Apple a joint à Mac OS X sa technologie multimédia QuickTime.

## Environnements de programmation
L'affichage 2D (CoreGraphics) rassemble QuickDraw et Quartz. Ce dernier est le moteur d'affichage qui gère nativement le format PDF, la transparence et la transition par-point vers le vectoriel.
Mac OS X possède une interface appelée Aqua, différente de celles des anciens systèmes Macintosh (Platinum (en), dont une chimère est disponible sur certaines distributions Linux), dont les programmes tournent sur le nouveau système grâce à une version améliorée de Mac OS 9, la version 9.2.2, intégrée au système dans l'environnement baptisé Classic. Toutefois, Classic ne fonctionne pas avec des versions de Mac OS X supérieures ou égales à la version 10.5 (Leopard) ni de façon générale sur aucun poste Apple à processeur Intel.
Le portage des applications est simplifié grâce à l'environnement de programmation Carbon qui est une réécriture pour Mac OS X des API de Mac OS. Carbon est utilisé pour les applications multiplateformes en raison de sa ressemblance avec l'API Win32 de Windows.
Enfin, l'environnement Cocoa, évolution de l'API d'OpenStep, est l'environnement natif du système. Cocoa est conçu et programmable en Objective-C ou en Java (la prise en charge de Cocoa pour Java a récemment été abandonnée mais est toujours présente) et est orienté objet. Les applications programmées en Cocoa peuvent profiter de certains apports du système X (10, et non X Window), tels que les services, unifiés, disponibles pour toutes les applications les prenant en charge (dictionnaire unifié, recherche Internet, etc.). De plus, Cocoa utilise des ressources de la CoreFoundation, système unifié permettant aux développeurs de n'avoir à s'occuper que de l'interface (et encore, sa gestion est simplifiée par Interface Builder) et des fonctions essentielles du logiciel, sans avoir à s'occuper du reste. La CoreFoundation contient tout particulièrement CoreImage et CoreData depuis Mac OS X 10.4 « Tiger ». D'ailleurs, à partir de sa version 4.5.0, le Toolkit Qt s'appuie sur Cocoa pour fournir des bibliothèques 64 bits, Carbon étant une interface uniquement 32 bits.
Fondé sur un environnement NetBSD, OpenBSD et FreeBSD, il permet avec Apple X11, fondé sur XFree86, le portage simple des applications développées pour d'autres systèmes de type Unix comme Linux ou BSD. X11 utilise par défaut l'interface graphique Quartz Window Manager, à moins d'installer des environnements X11 portés sur OS X, tels que GNOME, KDE, Oroborus ou Xfce.
L'intégration et la fluidité des applications utilisant X11 dans Mac OS X laissent cependant à désirer comparé à ce qu'a accompli Apple pour l'environnement Classic et par rapport à l'expérience qu'on peut avoir nativement sous Linux. De même, les logiciels « X11 » possèdent une interface éloignée de celle des logiciels traditionnels pour Mac OS X. Pour ces raisons, de nombreux utilisateurs de Mac OS X tendent à rejeter les applications utilisant X11.
Java a été fourni préinstallé en standard à partir de Mac OS X 10.2 « Jaguar » et jusqu'à Mac OS X 10.6 « Snow Leopard ». Java 5 et Java 6 étaient directement pris en charge par Apple. Depuis la sortie de Mac OS X 10.7 « Lion » et de Java 7 en juillet 2011, cet environnement doit être téléchargé depuis le site web d'Oracle pour pouvoir être utilisé.
Plusieurs projets sont dédiés au portage simple des applications Linux ou UNIX, tels que Fink (orienté Debian Linux) ou MacPorts (ex Darwinports, orienté *BSD).
Le projet Wine (anciennement Darwine sous Mac OS X) a pour objectif de permettre l'utilisation sans portage d'applications Windows sous macOS. Une autre approche consiste à exécuter ces applications sous Windows dans macOS, au travers de logiciels de virtualisation (tels que VMware Fusion ou Parallels Desktop) qui offrent la possibilité de les intégrer totalement à l'environnement graphique d'Apple. Plus généralement, la plupart des applications pour lesquelles on dispose du système d'exploitation correspondant (version antérieure de Mac OS, Linux, MS-DOS, OS/2, Solaris, Android, etc.) peuvent être utilisées sans portage sous macOS grâce aux logiciels d'émulation (p. ex. QEMU) ou de virtualisation disponibles.
- Le projet Fink.
- Le projet Macports.
- Le projet Darwine.

## Versions principales
| Version                    | Surnom             | Firmware                                             | Processeur    | Jeu d'instructions                     | Jeu d'instructions            | Jeu d'instructions         | Noyau           | Classic                 | Date de commercialisation    | Dernière version                      | Fin de la prise en charge |
| Version                    | Surnom             | Firmware                                             | Processeur    | Kind                                   | KEXT                          | Noyau                      | Noyau           | Classic                 | Date de commercialisation    | Dernière version                      | Fin de la prise en charge |
| -------------------------- | ------------------ | ---------------------------------------------------- | ------------- | -------------------------------------- | ----------------------------- | -------------------------- | --------------- | ----------------------- | ---------------------------- | ------------------------------------- | ------------------------- |
| Rhapsody Developer Release | Grail1Z4 / Titan1U | Open Firmware                                        | PowerPC       | PPC32                                  | PPC32                         | PPC32                      | 32 bits         | Mac OS 8                | 31 août 1997                 | DR2 (14 mai 1998)                     | -                         |
| Rhapsody Developer Release | Grail1Z4 / Titan1U | BIOS                                                 | Intel         | IA-32                                  | IA-32                         | IA-32                      | 32 bits         | NC                      | 31 août 1997                 | DR2 (14 mai 1998)                     | -                         |
| Mac OS X Server 1.0        | Hera               | Open Firmware                                        | PowerPC       | PPC32                                  | PPC32                         | PPC32                      | 32 bits         | Mac OS 8.5.1            | 16 mars 1999                 | 1.2 V3 (27 octobre 2000)              | -                         |
| Mac OS X Developer Preview | Kodiak             | Open Firmware                                        | PowerPC       | PPC32                                  | PPC32                         | PPC32                      | 32 bits         | -                       | 16 mars 1999                 | DP4 (5 avril 2000)                    | -                         |
| Mac OS X Bêta Publique     | Cheetah            | Open Firmware                                        | PowerPC       | PPC32                                  | PPC32                         | PPC32                      | 32 bits         | Mac OS 9.0.4            | 13 septembre 2000            | -                                     | 24 mars 2001              |
| Mac OS X 10.0              | Cheetah            | Open Firmware                                        | PowerPC       | PPC32                                  | PPC32                         | PPC32                      | 32 bits         | Mac OS 9.1 et plus tard | 24 mars 2001                 | 10.0.4 (22 juin 2001)                 | 2004                      |
| Mac OS X 10.1              | Puma               | Open Firmware                                        | PowerPC       | PPC32                                  | PPC32                         | PPC32                      | 32 bits         | Mac OS 9.1 et plus tard | 25 septembre 2001            | 10.1.5 (6 juin 2002)                  | 2005                      |
| Mac OS X 10.2              | Jaguar             | Open Firmware                                        | PowerPC       | PPC32                                  | PPC32                         | PPC32 (PPC64)              | 32 bits         | Mac OS 9.1 et plus tard | 24 août 2002                 | 10.2.8 (3 octobre 2003)               | 2006                      |
| Mac OS X 10.3              | Panther            | Open Firmware                                        | PowerPC       | PPC32                                  | PPC32                         | PPC32 PPC64                | 32 bits         | Mac OS 9.1 et plus tard | 24 octobre 2003              | 10.3.9 (15 avril 2005)                | 2007                      |
| Mac OS X 10.4              | Tiger              | Open Firmware                                        | PowerPC       | PPC32 PPC64 (CLI)                      | PPC32                         | PPC32 PPC64                | 32 bits         | Mac OS 9.1 et plus tard | 29 avril 2005                | 10.4.11 (14 novembre 2007)            | Septembre 2009            |
| Mac OS X 10.4              | Tiger              | EFI32(IA-32 Mode) EFI32(Intel 64 Mode)               | Intel         | IA-32 PPC32 Intel 64 (CLI)             | IA-32                         | IA-32 Intel 64             | 32 bits         | NC                      | 10 janvier 2006 (10.4.4)     | 10.4.11 (14 novembre 2007)            | Septembre 2009            |
| Mac OS X 10.4              | Tiger (Universel)  | Open Firmware EFI32(IA-32 Mode) EFI32(Intel 64 Mode) | PowerPC Intel | PPC32 IA-32 PPC64 (CLI) Intel 64 (CLI) | PPC32 (PowerPC) IA-32 (Intel) | PPC32 IA-32 PPC64 Intel 64 | 32 bits         | NC                      | 10 août 2006 (Server 10.4.7) | 10.4.11 (14 novembre 2007)            | Septembre 2009            |
| Mac OS X 10.5              | Leopard            | Open Firmware EFI32(IA-32 Mode) EFI32(Intel 64 Mode) | PowerPC Intel | PPC32 PPC64 IA-32 Intel 64             | PPC32 (PowerPC) IA-32 (Intel) | PPC32 IA-32 PPC64 Intel 64 | 32 bits         | NC                      | 26 octobre 2007              | 10.5.8 (5 août 2009)                  | 23 juin 2011              |
| Mac OS X 10.6              | Snow Leopard       | EFI32(IA-32 Mode) EFI32(Intel 64 Mode) EFI64         | Intel         | IA-32 PPC32 Intel 64                   | IA-32 Intel 64                | IA-32 Intel 64             | 32 bits 64 bits | NC                      | 28 août 2009                 | 10.6.8 V1.1 (25 juillet 2011)         | 8 avril 2014              |
| Mac OS X 10.7              | Lion               | EFI32(Intel 64 Mode) EFI64                           | Intel 64      | IA-32 Intel 64                         | IA-32 Intel 64                | Intel 64                   | 32 bits 64 bits | NC                      | 20 juillet 2011              | 10.7.5 (19 septembre 2012)            | 23 novembre 2014          |
| OS X 10.8                  | Mountain Lion      | EFI64                                                | Intel 64      | IA-32 Intel 64                         | Intel 64                      | Intel 64                   | 64 bits         | NC                      | 25 juillet 2012              | 10.8.5 (12F37) (12 septembre 2013)    | Août 2015                 |
| OS X 10.9                  | Mavericks          | EFI64                                                | Intel 64      | IA-32 Intel 64                         | Intel 64                      | Intel 64                   | 64 bits         | NC                      | 22 octobre 2013              | 10.9.5 (13F1911) (18 juillet 2016)    | Septembre 2016            |
| OS X 10.10                 | Yosemite           | EFI64                                                | Intel 64      | IA-32 Intel 64                         | Intel 64                      | Intel 64                   | 64 bits         | NC                      | 16 octobre 2014              | 10.10.5 (14F2511) (19 juillet 2017)   | Septembre 2017            |
| OS X 10.11                 | El Capitan         | EFI64                                                | Intel 64      | IA-32 Intel 64                         | Intel 64                      | Intel 64                   | 64 bits         | NC                      | 30 septembre 2015            | 10.11.6 (15G21013) (9 juillet 2018)   | Juillet 2018              |
| macOS 10.12                | Sierra             | EFI64                                                | Intel 64      | IA-32 Intel 64                         | Intel 64                      | Intel 64                   | 64 bits         | NC                      | 20 septembre 2016            | 10.12.6 (16G2136) (26 septembre 2019) | Septembre 2019            |
| macOS 10.13                | High Sierra        | EFI64                                                | Intel 64      | IA-32 Intel 64                         | Intel 64                      | Intel 64                   | 64 bits         | NC                      | 25 septembre 2017            | 10.13.6 (17G14042) (12 novembre 2020) | Novembre 2020             |
| macOS 10.14                | Mojave             | EFI64                                                | Intel 64      | IA-32 Intel 64                         | Intel 64                      | Intel 64                   | 64 bits         | NC                      | 24 septembre 2018            | 10.14.6 (18G9323) (21 juillet 2021)   | Septembre 2021            |
| macOS 10.15                | Catalina           | EFI64                                                | Intel 64      | Intel 64                               | Intel 64                      | Intel 64                   | 64 bits         | NC                      | 7 octobre 2019               | 10.15.7 (19H2026) (20 juillet 2022)   | Septembre 2022            |
| macOS 11                   | Big Sur            | EFI64                                                | Intel 64 ARM  | Intel 64 ARM                           | Intel 64 ARM                  | Intel 64 ARM               | 64 bits         | NC                      | 12 novembre 2020             | 11.7.10 (20G1120) (15 février 2023)   | Septembre 2023            |
| macOS 12                   | Monterey           | EFI64                                                | Intel 64 ARM  | Intel 64 ARM                           | Intel 64 ARM                  | Intel 64 ARM               | 64 bits         | NC                      | 25 octobre 2021              | 12.7.6 (29 juillet 2024)              | Septembre 2024            |
| macOS 13                   | Ventura            | EFI64                                                | Intel 64 ARM  | Intel 64 ARM                           | Intel 64 ARM                  | Intel 64 ARM               | 64 bits         | NC                      | 24 octobre 2022              | 13.7.6 ( ) (12 mai 2025)              | Septembre 2025            |
| macOS 14                   | Sonoma             | EFI64                                                | Intel 64 ARM  | Intel 64 ARM                           | Intel 64 ARM                  | Intel 64 ARM               | 64 bits         | NC                      | 26 septembre 2023            | 14.7.6 ( ) (12 mai 2025)              | Septembre 2026            |
| macOS 15                   | Sequoia            | EFI64                                                | Intel 64 ARM  | Intel 64 ARM                           | Intel 64 ARM                  | Intel 64 ARM               | 64 bits         | NC                      | 16 septembre 2024            | 15.5 (24F74) (12 mai 2025)            | Septembre 2027            |
| macOS 26                   | Tahoe              | EFI64                                                | Intel 64 ARM  | Intel 64 ARM                           | Intel 64 ARM                  | Intel 64 ARM               | 64 bits         | NC                      | 16 septembre 2025            | 26.0 (25F74) (9 juin 2025)            | Septembre 2028            |
| Version                    | Surnom             | Firmware                                             | Processeur    | Kind                                   | KEXT                          | Noyau                      | Noyau           | Classic                 | Date de commercialisation    | Dernière version                      | Fin de la prise en charge |
| Version                    | Surnom             | Firmware                                             | Processeur    | Jeu d'instructions                     |                               |                            | Noyau           | Classic                 | Date de commercialisation    | Dernière version                      | Fin de la prise en charge |

Note : PPC64 est seulement pour UCT PowerPC G5 ; Intel 64 est seulement pour UCT Intel 64 ; IA-32 est pour tous les UCT Intel ; PPC32 est pour les processeurs PowerPC et Intel pour la version 10.4 à 10.6.
Par ailleurs, à chaque version de macOS (anciennement OS X) correspond une version de macOS Server (anciennement Mac OS X Server), le numéro de la version ayant été synchronisé à partir de Mac OS X 10.0. En effet, Mac OS X Server 1.0 n'était qu'un portage rapide d'OpenStep, tandis que les versions 10 sont, quant à elles, fondées sur macOS.

### Processeurs pris en charge
Mac OS X a été conçu dès le départ de façon à pouvoir être facilement adapté à une autre architecture processeur. C'est l'ordre que Steve Jobs avoue (le 6 juin 2005 lors de la WWDC 2005) avoir donné à ses équipes dès le début de la conception de Mac OS X, tout en rajoutant « Just in case … » (« Au cas où … ») avec un air amusé. Ce projet a cependant été gardé secret par Apple.
La première version de Mac OS X pour Intel est ainsi diffusée au grand public, à sa plus grande surprise, le 10 janvier 2006 en même temps que la sortie des nouvelles gammes MacBook Pro et iMac ; c'est une 10.4.4 en version Universal binaries (compatible à la fois avec Intel et PowerPC). Ceci a marqué la rupture complète avec les processeurs PowerPC, la raison invoquée alors par Steve Jobs étant l'éventail plus limité des modèles de processeurs PowerPC.
La dernière version de Mac OS X compatible avec les processeurs PowerPC est la 10.5.8 (Leopard). À partir de la version 10.6 (Snow Leopard), seuls les processeurs Intel sont pris en charge. Les processeurs PowerPC ne sont donc plus compatibles avec cette version et les suivantes du système d'Apple.
macOS Big Sur marque le début de la transition des ordinateurs Apple des processeurs Intel x86-64 vers des processeurs ARM, appelés « Apple Silicon ». macOS Big Sur est ainsi diffusé au grand public le 12 novembre 2020 en même temps que la sortie des nouveaux MacBook Air, MacBook Pro 13" et Mac mini avec la nouvelle puce Apple M1.
Une seconde version de la puce Apple Silicon (Apple M2) est présentée lors de la WWDC 2022, une troisième (Apple M3) en 2023 et une quatrième (Apple M4) en 2024.